# Felix Wiemers

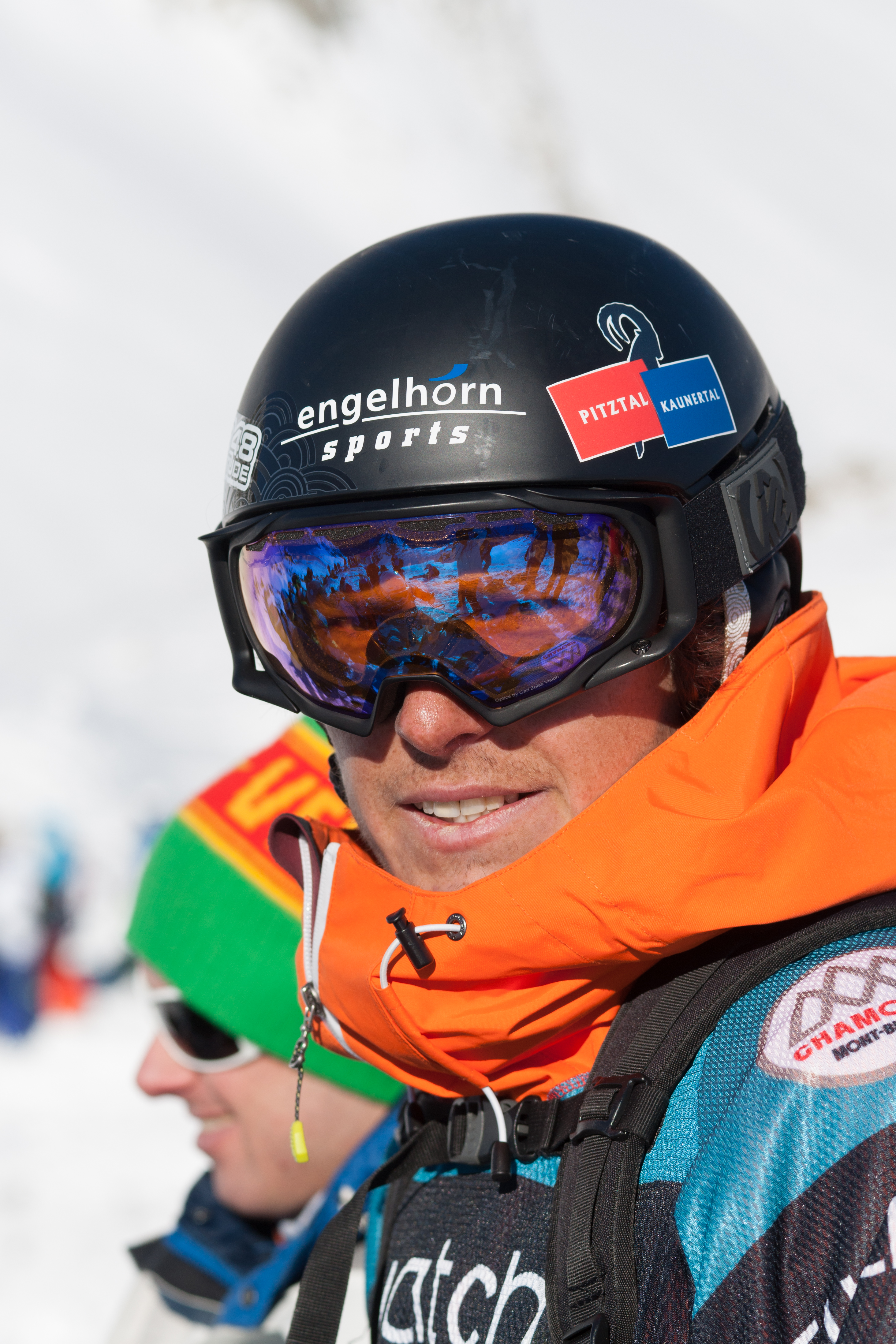
Felix Wiemers, 2014

Felix Wiemers (* 29. Juni 1988 in Biedenkopf) ist ein deutscher Kunstturner und Freerider (Ski). Er gilt als aufstrebendes Talent der deutschen Freerideszene und mittlerweile als der bedeutendste Freerider in der deutschen Skiszene.

## Leben
Felix Wiemers entstammt einer ski- und sportbegeisterten Familie. Der Sohn eines Lehrerehepaares aus Biedenkopf ist schon seit seiner Kindheit am Skisport interessiert.
Er studiert in Marburg a.d. Lahn Lehramt für Sport, Deutsch und Physik. 2013 war er ein Protagonist des Freerider-Kurzfilms „Two much snow“ unter der Leitung des ehemaligen Grasski-Profis Michael Bernshausen. Wiemers lebt in Biedenkopf.

## Turnsport
Wiemers ist Mitglied beim KTV Obere Lahn in Biedenkopf. Dort ist er als Kunstturner mit Schwerpunkt Bodenturnen tätig. Er wurde mehrfach hessischer Jugendmeister. Der Verein ist zurzeit in der 1. Kunstturnbundesliga.

## Freeriding
Wiemers ist in der noch relativ unbekannten und neuen Sportart des Freeridens tätig. Dort nahm er bereits an diversen Turnieren teil, seine beste Platzierung war der 2. Platz beim 1st Radical Ride La Clusaz 2013.
2014 nahm Wiemers erstmals mit einer Wildcard an der Freeriding Worldtour teil. Das ist das weltweit bedeutendste Event im Bereich des Wintersport-Freeridens. Seitdem ist er regelmäßig vertreten sowie auf anderen Turnieren und Wettbewerben der Szene.
Er hat im Zuge seiner diversen Teilnahmen an Wettkämpfen u. a. in Fieberbrunn, Haines (Alaska), Chamonix etc. teilgenommen.
Sein Sponsor ist der Hersteller High Sierra.
2016 erschien der Film Characters on Ski, an dem auch Wiemers teilnahm. Er ist zurzeit die Nummer 15 der Weltrangliste im Freeriden im Ski.